# Atlantischer Zwerghai
Der Atlantische Zwerghai (Carcharhinus porosus) ist eine Art der Gattung Carcharhinus innerhalb der Requiemhaie (Carcharhinidae). Das Verbreitungsgebiet des Atlantischen Zwerghais erstreckt sich entlang der atlantischen Küstengebiete Mittel- und Südamerikas.

## Aussehen und Merkmale
Der Atlantische Zwerghai ist ein für die Gattung vergleichsweise kleiner und schlanker Hai mit einer durchschnittlichen Größe von weniger als 150 cm. Er hat eine graue Rückenfärbung ohne auffällige Zeichnung und einen weißen Bauch. Die Flossenspitzen können eine dunklere bis schwarze Färbung aufweisen, die Spitzen der Analflosse sind gelegentlich rötlich gefärbt.
Er besitzt eine Afterflosse und zwei Rückenflossen. Die erste Rückenflosse ist vergleichsweise groß und aufrecht, sie liegt über der Mitte der freien Brustflossenkante. Ein Interdorsalkamm ist nicht vorhanden. Die zweite Rückenflosse ist deutlich kleiner ausgebildet und im Vergleich zu anderen Arten näher am Schwanz ausgebildet. Die Brustflossen sind relativ breit. Wie alle Arten der Gattung besitzen die Tiere fünf Kiemenspalten und haben kein Spritzloch.

## Lebensweise
Der Atlantische Zwerghai lebt sehr bodenorientiert in Küstennähe im Bereich des Kontinentalschelfs sowie an Inselsockeln in Tiefen von bis zu 40 m. Dabei bevorzugt er schlammigen Untergrund und kann auch in Flussmündungen mit geringerer Salinität vorkommen.

### Ernährung
Er ernährt sich räuberisch vor allem von verschiedenen Knochenfischen wie Sardinen, Heringe, Plattfische, kann jedoch auch kleinere Haie erbeuten (Scharfnasenhaie, junge Hammerhaie).

### Fortpflanzung
Er ist wie andere Arten der Gattung lebendgebärend und bildet eine Dottersack-Plazenta aus (plazental vivipar). Die Weibchen bringen nach einer Tragzeit von etwa 10 Monaten 2 bis 7 Jungtiere zur Welt. Die Junghaie haben eine Größe von etwa 30 bis 40 Zentimetern und werden in Küstennähe zur Welt gebracht. Die Geschlechtsreife erreichen die sehr langsam wachsenden Tiere bei einer Länge von ungefähr 80 cm.

## Verbreitung

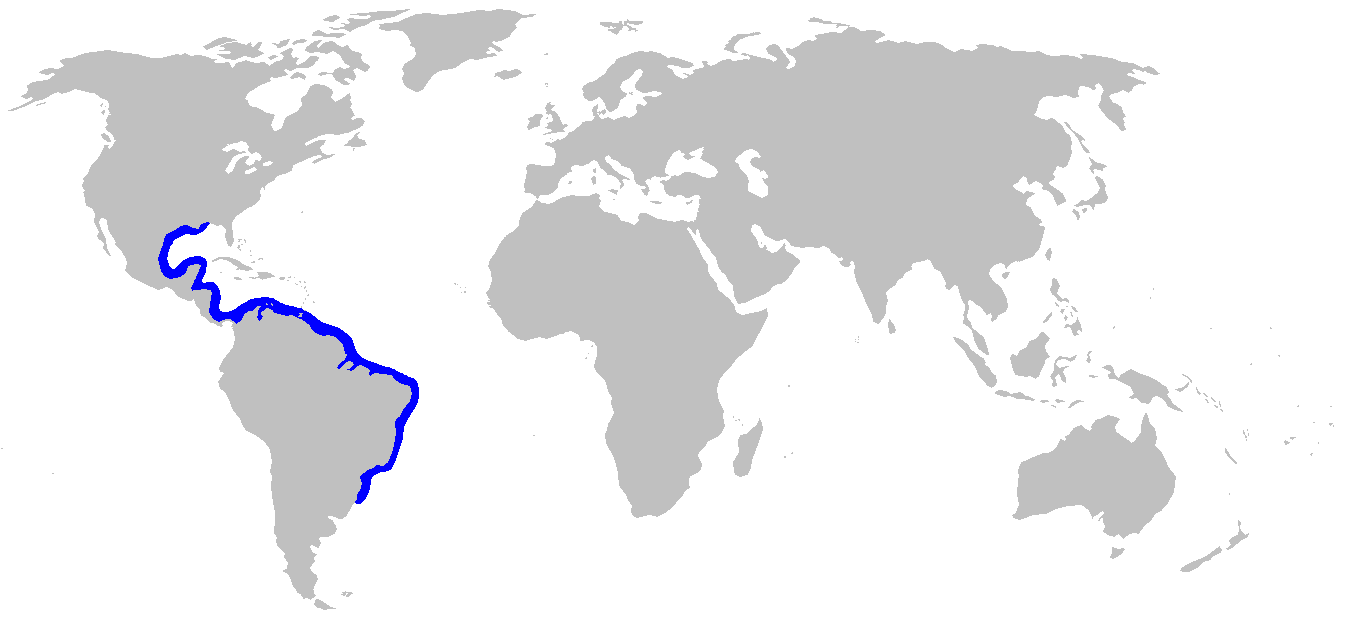
Verbreitungsgebiete des Atlantischen Zwerghais

Das Verbreitungsgebiet des Atlantischen Zwerghais erstreckt sich entlang der atlantischen Küstengebiete Mittel- und Südamerikas vom nördlichen Golf von Mexiko, entlang der Küste Mittelamerikas bis nach Brasilien. Die auf der pazifischen Seite Mittel- und Südamerikas vorkommenden, bis vor kurzem Carcharhinus porosus zugeordneten kleinen Haie der Gattung Carcharhinus werden heute wieder der Art Carcharhinus cerdale zugeordnet.